# Inocente Montano
Inocente Orlando Montano Morales (San Vicente, El Salvador; 4 de julio de 1943) fue un coronel del ejército salvadoreño y viceministro de Seguridad Pública de ese país, que ha sido condenado por el asesinato de jesuitas en San Salvador de 1989.

## Biografía
Ingresó en el Ejército de El Salvador en 1963 y perteneció a la promoción de la Escuela Militar salvadoreña de 1966, conocida como "La Tandona". En 1970 hizo un curso en la Escuela Militar de las Américas, en la que el Ejército de EE. UU. instruía a militares latinoamericanos en la lucha contra la insurgencia de los pueblos contra la dominación norteamericana.  
Montano fue oficial del Ejército salvadoreño durante la guerra civil que sufrió el país entre 1979 y 1992. Comandó al principio el batallón Belloso, una de las unidades más importantes en los esfuerzos militares contra el ejército rebelde FMLN. Desde 1988 él, junto con su promoción, controló los puestos claves del Ejército y durante el Gobierno de Alfredo Cristiani, entre junio de 1989 y marzo de 1992, Montano desempeñó el puesto de viceministro de Seguridad Pública. 
Desde comienzos de los noventa, distintas organizaciones de defensa de los Derechos Humanos le relacionaron con casos de torturas, detenciones arbitrarias, asesinatos extrajudiciales y desapariciones y en marzo de 1993 la Comisión de la Verdad para El Salvador puso en evidencia su participación en crímenes políticos, por lo que recomendó que se le prohibiera ocupar puestos en el Ejército y la Policía de por vida. En concreto, en el informe de esa Comisión internacional, se le acusaba de haber participado en una matanza de jesuitas en 1989, en la que fueron asesinados seis jesuitas y dos mujeres. En 1994 se jubiló en el Ejército con el grado de coronel.
En marzo de 2000, la Compañía de Jesús en El Salvador pidió que se reactivase el caso por el asesinato de sus miembros, pero la ley de Amnistía de 1993 lo hizo imposible. Con un visado de turista, Montano abandonó El Salvador con destino a Estados Unidos a comienzos de julio de 2001 y fijó su residencia en la ciudad de Boston. Allí encontró un empleo en una empresa de caramelos en Massachusetts, donde trabajó por 14 dólares la hora. También se acogió allí fraudulentamente al Estatuto de Protección Temporal (TPS) que este país concede a residentes de países en conflicto o que han sufrido catástrofes naturales.
El 13 de noviembre de 2008, dos organizaciones de Derechos Humanos, la Asociación Pro Derechos Humanos de España (APDHE) y el Centro de Justicia y Responsabilidad (CJA) estadounidense, lo denunciaron ante la Audiencia Nacional española junto a otros por el asesinato de los jesuitas. La querella fue admitida. En mayo de 2011 se decretó allí su busca y captura internacional. El 23 de agosto de ese año Montano fue detenido en Boston por perjurio y fraude migratorio. Se declaró culpable de fraude migratorio en septiembre de 2012 y fue condenado el 27 de agosto de 2013 a 21 meses de prisión por ello. El 31 de marzo de 2014 el juez de la Audiencia Nacional Eloy Velasco decidió continuar el proceso por el asesinato de los jesuitas, por ser coherente con la reciente reforma de la justicia universal y el 5 de febrero de 2016 se decidió su extradición a España basándose en ello.
Su apelación fue denegada y el 29 de noviembre de 2017 llegó al país, donde fue juzgado por el crimen. Fue juzgado por el asesinato de 5 de los jesuitas, entre ellos Ignacio Ellacurría, por tener las víctimas nacionalidad española y no fue juzgado por los otros tres asesinatos, por tener ellos nacionalidad salvadoreña. El 11 de septiembre de 2020 Montano fue condenado a 133 años y 4 meses y 5 días de prisión por ello. La sentencia fue confirmada por el Tribunal Supremo el 3 de febrero de 2021.